# Campionato mondiale militare di scherma 1997
Il Campionato mondiale militare di scherma del 1997 ("1997 World Military Fencing Championships") è stato organizzato dalla Federazione internazionale della scherma e si è svolto a Schaarsbergen in Paesi Bassi dal 1 al 8 giugno.
Nel fioretto, si sono aggiudicati i titoli di campione e campionessa mondiale militare il russo Dimitri Chevtchenko, che ha battuto in finale il russo Vadim Ajupov, e la tedesca Monica Weber che ha avuto la meglio sulla russa Ekaterina Ioucheva.
Nella spada il russo Pavel Kolobkov ha battuto in finale l'italiano Sandro Resegotti, ottenendo il titolo mondiale militare maschile, mentre tra le donne la tedesca Imke Duplitzer ha superato la bielorussa Marina Grigorian.
Nella sciabola il russo Alexandre Chirchov prevale sul il russo Maxim Bourkhine.
Nel campionato mondiale militare a squadre maschili, la nazionale russa ha prevalso nella finale del fioretto contro l'Italia, mentre la nazionale italiana ha vinto nella spada contro la formazione russa, ed infine la nazionale russa ha avuto la meglio sulla compagine ucraina nella sciabola.
Nel campionato mondiale militare a squadre femminili, la nazionale tedesca ha prevalso nella finale del fioretto contro la Bielorussia, la Russia ha vinto nella spada contro la compagine ucraina.

## Podi

### Uomini
| Specialità  | Oro                                                       | Argento                      | Bronzo             |
| Individuali |                                                           |                              |                    |
| Fioretto    | Dimitri Chevtchenko                                       | Vadim Ajupov                 | Anvar Ibragimov    |
| Spada       | Pavel Kolobkov                                            | Sandro Resegotti             | Vital' Zacharaŭ    |
| Sciabola    | Alexandre Chirchov                                        | Maxim Bourkhine              | Vladimir Kaluzhniy |
| A squadre   |                                                           |                              |                    |
| Fioretto    | Russia Dimitri Chevtchenko Vadim Ajupov Anvar Ibragimov - | Italia -                     | Germania -         |
| Spada       | Italia Sandro Resegotti Alessandro Bossalini -            | Russia Pavel Kolobkov -      | Austria -          |
| Sciabola    | Russia Alexandre Chirchov Maxim Bourkhine -               | Ucraina Vladimir Kaluzhniy - | Italia -           |

### Donne
| Specialità  | Oro                     | Argento            | Bronzo                         |
| Individuali |                         |                    |                                |
| Fioretto    | Monica Weber            | Ekaterina Ioucheva | Ol'ga Veličko                  |
| Spada       | Imke Duplitzer          | Marina Grigorian   | Pernette Osinga                |
| A squadre   |                         |                    |                                |
| Fioretto    | Germania Monica Weber - | Bielorussia -      | Ucraina -                      |
| Spada       | Russia -                | Ucraina -          | Bielorussia Marina Grigorian - |

## Medagliere
| Pos.   | Nazione     | Oro | Argento | Bronzo | Totale |
| ------ | ----------- | --- | ------- | ------ | ------ |
| 1      | Russia      | 6   | 4       | 2      | 12     |
| 2      | Germania    | 3   | 0       | 1      | 4      |
| 3      | Italia      | 1   | 2       | 1      | 4      |
| 4      | Bielorussia | 0   | 2       | 2      | 4      |
| 4      | Ucraina     | 0   | 2       | 2      | 4      |
| 6      | Paesi Bassi | 0   | 0       | 1      | 1      |
| 6      | Austria     | 0   | 0       | 1      | 1      |
| Totale | Totale      | 10  | 10      | 10     | 30     |